# Johnny Sack
John "Johnny Sack" Sacramoni, interpretato dall'attore Vincent Curatola, è uno dei personaggi principali della serie televisiva dell'HBO I Soprano.
Appartenente al clan mafioso di New York dei Lupertazzi, Johnny Sack partecipa a tutte e 6 le stagioni dello show.
In italiano è doppiato da Ambrogio Colombo.

## Biografia
Prima di salire al potere, Johnny Sack, originario del New Jersey, è stato per anni il boss in seconda (underboss, in originale) della famiglia mafiosa newyorkese dei Lupertazzi, impegnato principalmente nella gestione di affari edilizi e nella manipolazione di vari politicanti e faccendieri. Le attività gestite da Johnny lo portano spesso a trattare coi DiMeo e quindi con la Famiglia Soprano del boss Tony, con cui intrattiene rapporti di affari ma anche di amicizia.
Diviene boss dei Lupertazzi dopo la morte per infarto del vecchio Carmine (ep. 54), ma non senza scontri e conflitti interni: il figlio del boss, Little Carmine, benché non avvezzo al comando e fuori dai giochi di New York (risiede a Miami e vive lussuosamente tra casinò e hotel), rivendica infatti subito il suo posto al sole e va allo scontro con Johnny, che non rinuncia a pretendere il ruolo che, per fedeltà ed esperienza, gli spetta.
L'intera stagione 5 ha visto lo scontro tra Johnny e Little Carmine, con Tony spesso a far da mediatore, fino al prevalere del primo.
Sack ha sempre cercato, come Tony, di mantenere per quanto possibile la pace tra le famiglie, appianando i dissidi e tentando di smorzare sul nascere le faide, in particolare quando Tony Blundetto, cugino di Tony, uccide senza permesso prima Joey Peeps (ep. 60), uomo di fiducia di Johnny, e in seguito Billy Leotardo (scatenando l'ira irrefrenabile di Phil, fratello di Bill, ep. 63) e dando di fatto il via al finale della serie.
Nonostante tutto, gli sforzi di Johhny di mantenere il controllo della sua famiglia alla fine si rivelano inutili, poiché viene arrestato dall'FBI. Il suo avvocato, Ron Perse, vaglia la possibilità di collaborare con l'FBI, ma Johnny lo esclude categoricamente. Tuttavia, poiché il processo si avvicina, Ron organizza un accordo col governo in nome di Johnny: a fronte di un sequestro dei beni che avrebbe lasciato lui e la moglie Ginny senza un soldo, Johnny si dichiara colpevole e viene condannato a 15 anni di galera e una multa di 4,2 milioni di dollari. Dopo la condanna termina la sua posizione come capo (ma sempre lasciando a Ginny denaro sufficiente per vivere comodamente) e come parte del patteggiamento ammette il suo coinvolgimento nel crimine organizzato, pur non rivelando i nomi dei soci.
Durante la detenzione gli viene diagnosticato un tumore ai polmoni causato da 38 anni di sigarette e muore nel carcere federale a Springfield (Missouri). Prima della morte, Johnny chiede al fratello di Ginny, persona estranea alla criminalità, come lo avrebbe ricordato e il cognato gli risponde: "Ben voluto e rispettato" aggiungendo che dopo la promozione a Boss aveva "il grilletto un po' facile". Johnny risponde semplicemente che nessuno sa come ci si senta a essere boss. Quando la notizia della sua morte arriva al Bada Bing, Tony e i suoi ragazzi brindano alla sua memoria, dimostrando che Johnny era molto rispettato. Una sua foto viene appesa al muro del suo club (divenuto poi di proprietà di Phil Leotardo) accanto alle foto di Carmine Lupertazzi e di Billy Leotardo.